# Françoise-Hélène Jourda
Pour les articles homonymes, voir Jourda.
Françoise-Hélène Jourda est une architecte française née le 26 novembre 1955 dans le 4e arrondissement de Lyon et morte le 31 mai 2015 dans le 5e arrondissement de Paris,.

## Biographie

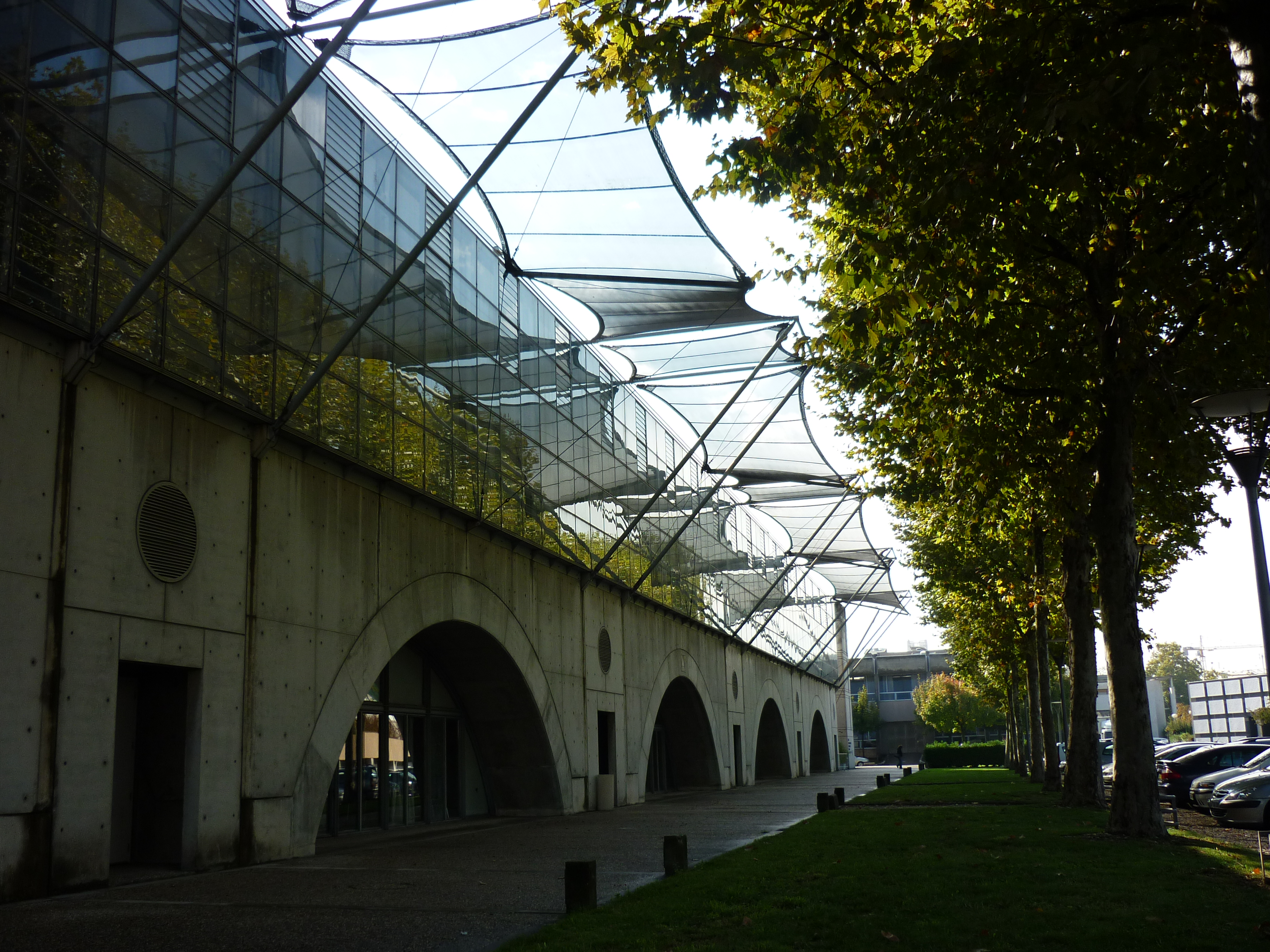
Façade de l'École d'architecture de Vaulx-en-Velin.

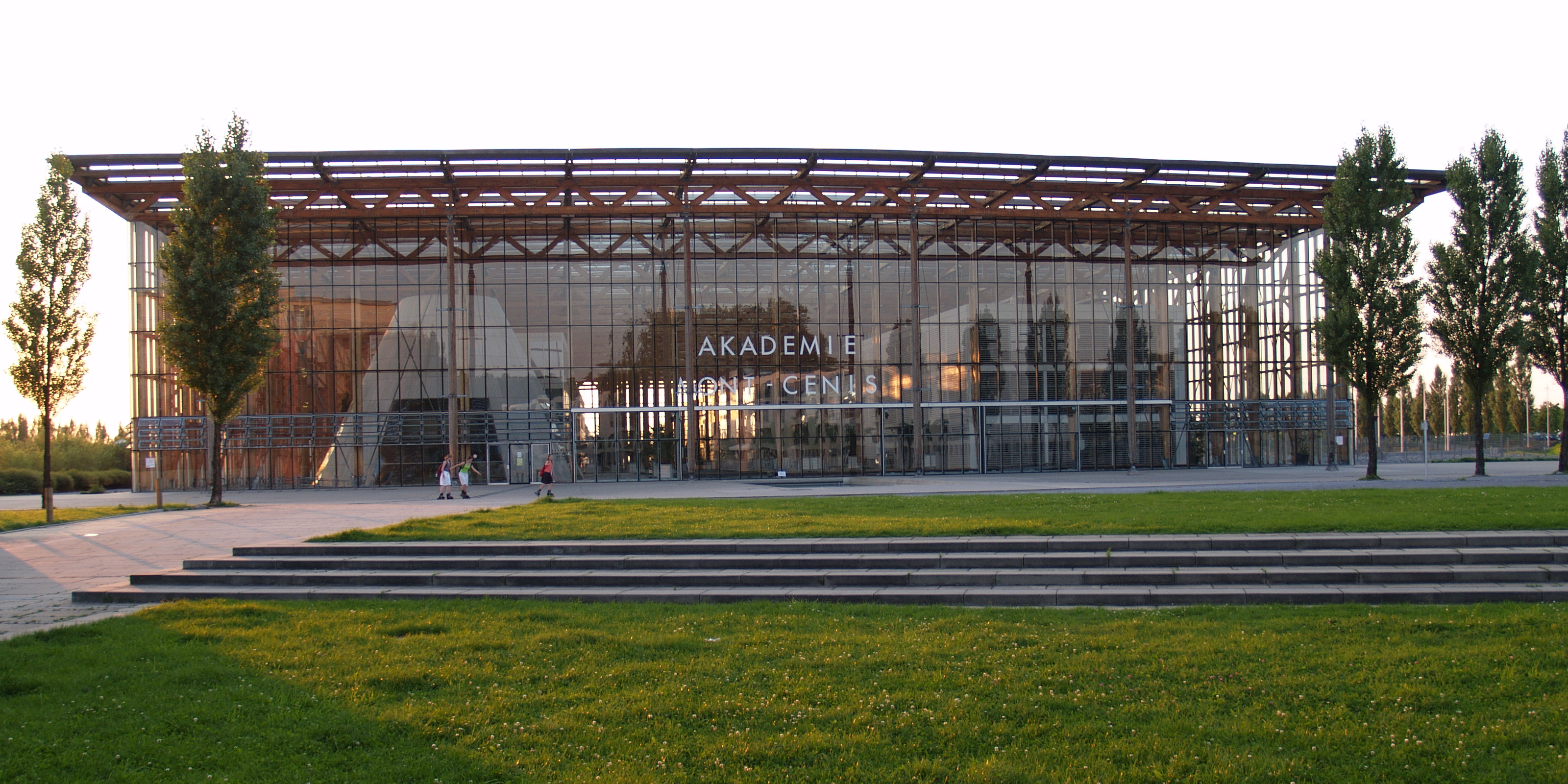
Académie de formation du ministère de l'intérieur du land de Rhénanie-du-Nord-Westphalie.

Dès ses débuts, Françoise-Hélène Jourda, diplômée en 1979 de l’École d'architecture de Lyon, prend conscience de l’importance de construire des bâtiments responsables et de qualité.
En militante précoce de l'écologie, elle oriente naturellement son travail vers une architecture environnementale, dénommée alors « architecture solaire » ou « écologique », dont les pays nordiques et germaniques sont les précurseurs.
À Lyon Françoise-Hélène Jourda s'associe avec Gilles Perraudin ; tous deux plaident pour une architecture économe en matière et en énergie, attentive aux nouvelles aspirations sociales et aux nouveaux modes de vie et de travail.
Un premier concours en 1979, « Pour un habitat économe en énergie » leur permet de mettre en pratique leurs recherches. Suivent des réalisations, d'abord modestes, telles une maison à Saint-Péray en Ardèche en 1981 ou quatre maisons en pisé à l'Isle-d'Abeau en Isère (1981-1984).
Influencés par l'œuvre de Jean Prouvé et par leur collaboration avec Peter Rice et Norman Foster, ils sont sensibles à la « nature des matériaux » et consacrent une grande part de leurs recherches aux logiques constructives. Cette démarche de synthèse - souvent comparée à celle de l'Australien Glenn Murcutt – s’exprime dans la réalisation d'équipements publics. À Lyon, ils réalisent l’École d'architecture (1987) et la Cité scolaire internationale (1989).
Françoise-Hélène Jourda, qui a beaucoup appris des scènes nordiques et germaniques – son maître reste Ralph Erskine – y est rapidement reconnue.
La construction en Allemagne de l'académie de formation du ministère de l'intérieur du Land de Rhénanie-du-Nord-Westphalie en Herne-Sodingen, achevé en 1999 après huit années de recherches et d'études, marque une nouvelle étape dans sa carrière. Ce bâtiment devient rapidement une référence en matière de haute qualité environnementale.
Le principe est celui d’une « boîte en verre » : une serre de 13 000 m2 (72 m × 168 m) abrite les divers éléments du programme. Ces constructions totalement indépendantes de la serre sont construites de façon simple, comme des espaces intérieurs : l’effet tampon créé par la serre permet de réduire considérablement les déperditions d’énergie, ils sont donc plus économiques et autorisent par la simplicité de leur construction et de leurs matériaux toute modification et adaptation ultérieure.
Sous ce parallélépipède, protégé des intempéries, est créé un micro-climat de type méditerranéen, tempéré toute l’année et contrôlé grâce à une large ventilation naturelle, des bassins avec brumisateurs, des voiles d’ombrage(…).
L’intégration au bâtiment d’un « champ solaire » de 10 000 m2 de cellules photovoltaïques, qui protège la serre de l’ensoleillement et évite des effets de contre jour, fait du bâtiment une des plus grandes centrales solaires au monde.
En France elle construit, notamment l’université de Marne-la-Vallée (1992), le palais de Justice de Melun (1994), les serres du Jardin botanique de Bordeaux (1999), et réalise l'aménagement du marché couvert place du 8 mai à Lyon (1998).
Pour Françoise-Hélène Jourda, l’architecte n’est pas seulement un créateur mais aussi un acteur du développement à part entière, un citoyen plus responsable qu’un autre. C'est dans ce sens qu'elle a remis en septembre 2007, en préambule au « Grenelle de l'Environnement », un rapport sur la prise en compte de l'écologie dans la construction.
Après avoir enseigné à Lyon, à Oslo, à l’université du Minnesota, à l’École polytechnique de Londres, à l’université technique de Kassel, Françoise-Hélène Jourda occupe depuis 1999 la chaire d’écologie architecturale à la Technische Universität de Vienne.
Commissaire de l’exposition du Pavillon Français de la Biennale de Venise de 2004 dont le thème était «Métamorphoses durables» (comprenez : métamorphoses respectueuses de l'environnement), le travail de Françoise-Hélène Jourda a été présenté dans de nombreuses expositions en France ainsi qu’à Londres, Chicago, Rotterdam, Berlin et en 2005 au MOMA de New York.
Son agence parisienne JAP (Jourda Architectes Paris) construit actuellement à Saint-Denis le premier immeuble à énergie passive construit en France.
Le développement durable reste l'objectif affiché de son travail d'architecte et d'enseignante, consciente de la situation particulière de la France sur ce terrain de « l’architecture durable » elle a créé « EO.CITE » une société de conseil en architecture et urbanisme qui a pour vocation d’accompagner tous les acteurs du projet (maîtres d’ouvrage, élus citoyens) sur la voie développement durable.
Elle a été aussi chargée de missions de conseil auprès du cabinet ministériel de Jean-Louis Borloo et membre du comité d'experts de l'Observatoire de la ville.
En 2007 Françoise-Hélène Jourda figure parmi les cinq lauréats de la première édition du Global award for sustainable architecture (Prix international d'architecture durable) aux côtés de Balkrishna Doshi, Stefan Behnisch, Hermann Kaufmann ainsi que Wang Shu et Lu Wenyu.
En juillet 2009, Françoise-Hélène Jourda est faite chevalier dans l'ordre de la légion d'honneur.
En 2013 elle reçoit une mention spéciale dans le « prix des femmes architectes » de l'ARVHA pour son œuvre sur le développement durable.

## Principales réalisations

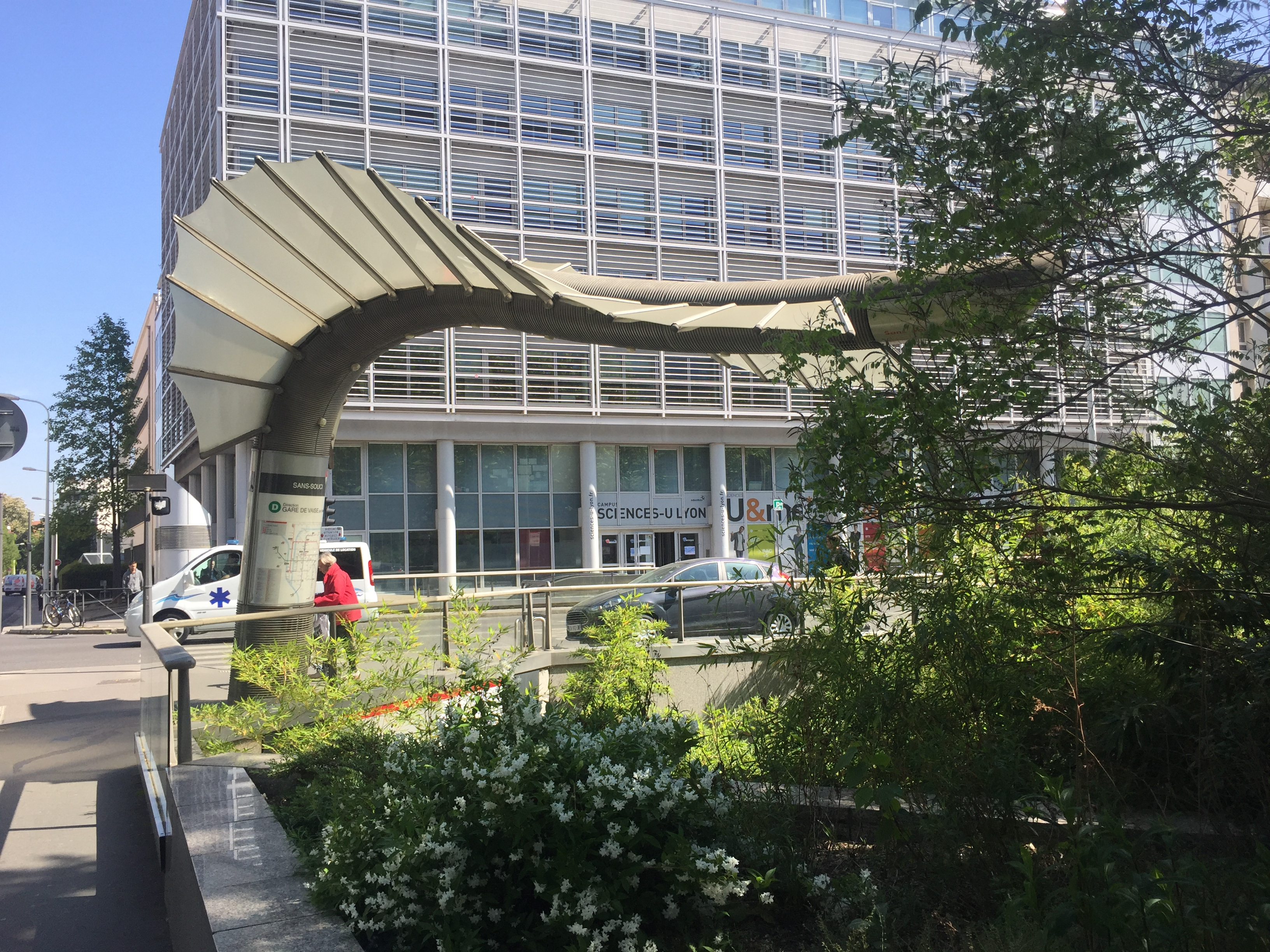
Les « libellules » de la station Sans-Souci (Lyon).

- 1987 : École d’architecture de Lyon, Vaulx-en-Velin[6]

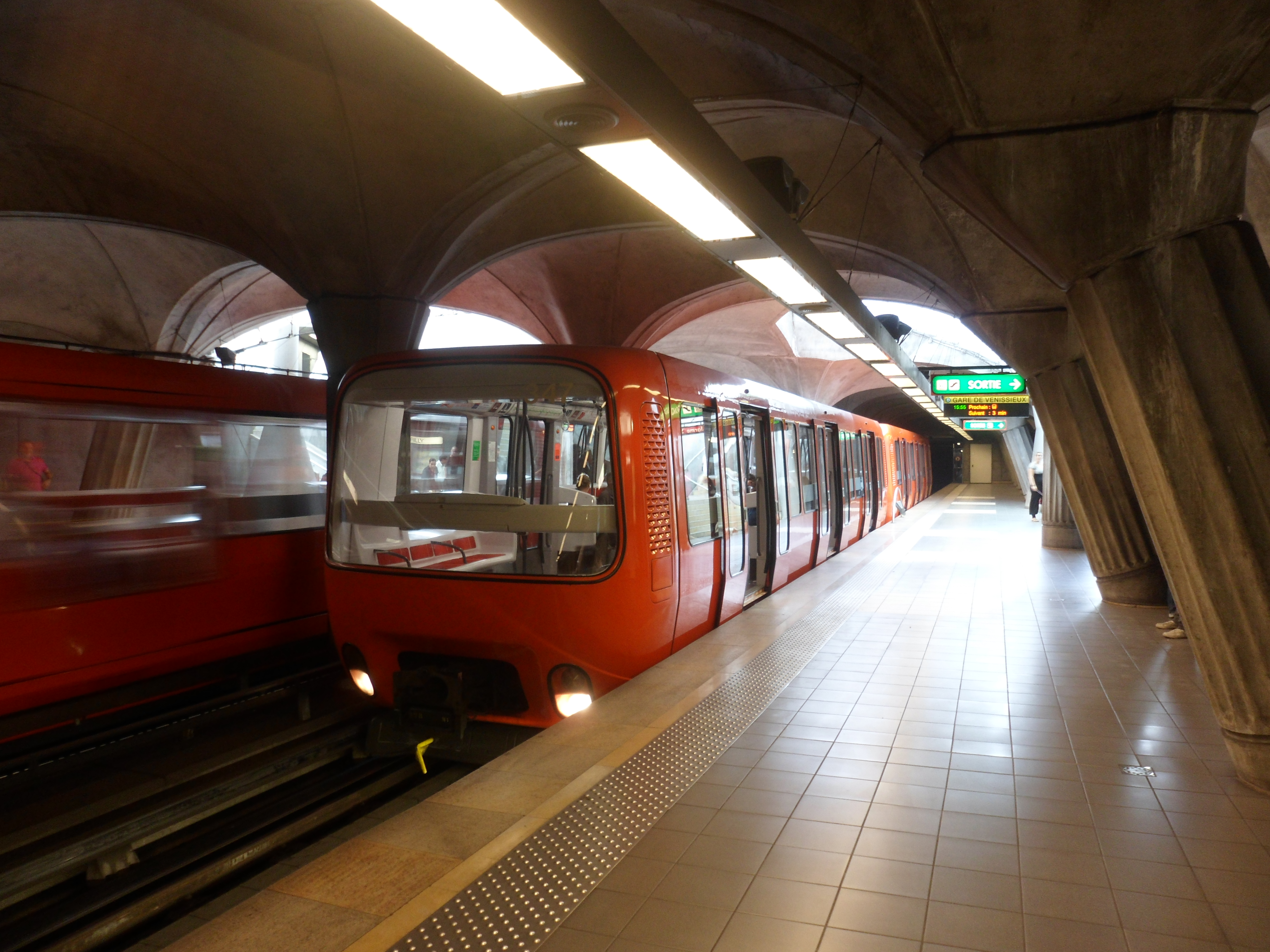
La station de métro Parilly, réalisée par Françoise-Hélène Jourda

- La station de métro Parilly, réalisée par Françoise-Hélène Jourda 1988 : Station de métro Parilly, à Lyon[6]
- 1989 : Cité scolaire internationale, à Lyon[6]
- 1991 : Logements étudiants, Le Drakkar, à Écully[6]
- 1992 : Université de Marne-la-Vallée : bâtiments des Modules, bâtiments des Amphithéâtres[6]
- 1992 : Locaux de la Cité Scolaire Internationale de Lyon.
- 1993 : Académie de Formation pour le ministère de l'Intérieur, Herne-Sodingen, Allemagne[7]
- 1994 : Palais de Justice de Melun[6]
- 1997 : Aménagement d’un parc et d’une zone d’habitation, construction d’une serre de 13 000 m2 à Potsdam, Allemagne
- 1994 : Ouvrages d’art pour l’autoroute A51, viaduc du Crozet (Grenoble - Coynelle - Col du Fau, France)[6]
- 1998 : Aménagement d’un marché couvert, place du 8 mai, Lyon[8]
- 1999 : Serres d’un jardin botanique, Bordeaux[9]
- 2000 : Centre technique national du rugby à Marcoussis, France
- 2002 : Passerelles cyclo-piétonnes au rond-point du Pont de Ghlin (N 50), Belgique
- 2002 : Construction d'un bâtiment de production et d’administration à Ebermannsdorf (Allemagne)[10]
- 2003 : Immeuble de bureaux à Vienne (Autriche)[11]
- 2003 : Aménagement des berges du Rhône à Lyon, France[8]
- 2005 : Mission AMO HQE pour la réhabilitation de la Tour Bois le Prêtre, Paris
- 2005 : 87 logements sociaux, Rouen
- La Halle Pajol, réalisée par l'architecte. 2013 : Halle Pajol, Paris

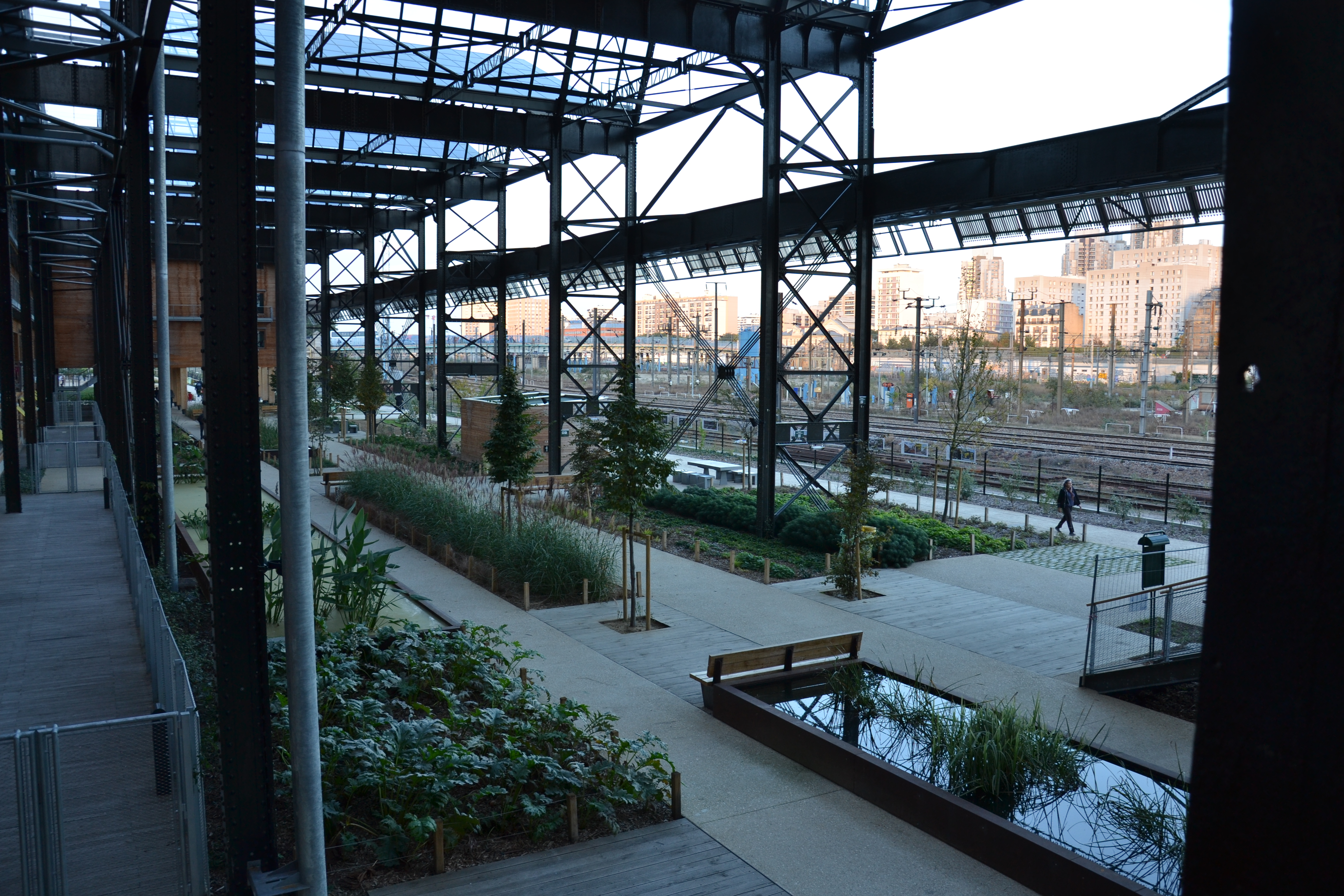
La Halle Pajol, réalisée par l'architecte.

- 2013 : cité-jardin, Vitry-sur-Seine

## Projets
- Étude urbaine pour la porte de Paris, Saint-Denis
- Studios du Lendit, Saint-Denis
- Logements sociaux, Saint-Denis

## Principales expositions
- 1988 : Pavillon de l'Arsenal, Paris
- 1989 : Fonds régional d'art contemporain, Lyon
- 1989 : The Art Institute, Chicago
- 1990 : Projets et Réalisations, Oslo
- 1990 : Architectures Publiques, Centre Georges Pompidou, Paris
- 1991 : Exposition au Centre de Design de Montréal
- 1993 : Institut français d'architecture, Paris
- 1993 : Royal Institute of British Architects, Londres
- 1993 : Union internationale des architectes, Congrès mondial de Chicago
- 1996 : Biennale de Venise
- 1997 : Centre Georges Pompidou exposition Made in France
- 2002 : Archilab 2002, IVe rencontres internationales d’architecture d’Orléans
- 2004 : ArchiLyon Cent ans d’architecture urbaine, Lyon
- 2004 : Exposition de la Biennale de Venise, I.F.A., Paris
- 2005 : Exposition au MOMA, New York, comprenant le jardin botanique de Bordeaux.
- 2006 : Les Entrelacs du corps et du logis, château de Kerjean exposition organisée par Philippe Madec.

## Prix
- 1981 : Album de la Jeune architecture
- 1987 : Équerre d’argent, prix spécial du jury, remis pour l’École d’architecture de Lyon
- 1999 : European Solar Prize, Prize for Solar Building, prix européen solaire, remis pour l’académie de formation à Herne-Sodingen, Allemagne
- 2000 : Holzbaupreis, prix de construction en bois de la Rhénanie-du-Nord-Westphalie, Allemagne, remis pour l’académie de formation à Herne-Sodingen, Allemagne
- 2000 : Grande Médaille d’argent de la Fondation Le Soufaché, remise pour toute son œuvre
- 2000 : Prix des Plus beaux ouvrages de construction métallique dans la catégorie « Bâtiments tertiaire », remise pour le palais de Justice de Melun
- 2004 : Prix du Moniteur
- 2006 : Prix de la Ville de Lyon, remis pour la Halle de la Place du 8 mai 1945, Lyon
- 2006 : Diplôme d’honneur spécial de l’Académie d'architecture
- 2007 : Global Award for Sustainable Architecture (première édition)[5]
- 2013 : Docteur honoris causa, remis par la faculté d'architecture et d'urbanisme de l'université de Mons, Belgique, 14 mai 2013[12]

## Distinctions
- Chevalier de la Légion d'honneur (30 janvier 2008)[13]
- Chevalier de l'ordre national du Mérite
- Chevalier de l'ordre des Arts et des Lettres
- Membre d’honneur de la BDA (Académie d'architecture d’Allemagne)
- Directeur de l’Institut et titulaire de la chaire “Space Design” de l’université de Vienne (Autriche)
- Membre du conseil d’orientation du PUCA
- Membre de l'Académie des arts de Berlin, 2001[14]
- Membre de l'Académie d'architecture
- Commissaire du pavillon français de la Biennale d’architecture à Venise, 2004
- Auditeur du cycle des hautes études pour le développement économique (CHEDE) 2003/2004
- Professeur de l'Académie internationale d'architecture[Quoi ?]

## Enseignement
- de 1979 à 1983 enseignante à l'École d’architecture de Lyon
- de 1985 à 1989 enseignante à l’École d’architecture de Saint-Étienne
- en 1990 enseignante à l'École d'architecture d'Oslo en Norvège
- en 1992 enseignante à l’université du Minnesota aux États-Unis, et à la Polytechnic of Central London en Grande-Bretagne
- en 1998 enseignante à l’université technique de Kassel en Allemagne
- de 1999 à 2015 enseignante à l’université technique de Vienne

## Publications
- Petit manuel de la conception durable  (ill. François-Gabriel Perraudin), Paris, Archi-Books + Sautereau éd., 2009, 88 p. (ISBN 978-2-35733-075-7).